# Carla-Bayle
Pour les articles homonymes, voir Bayle.
Carla-Bayle, localement appelé parfois Le Carla- Bayle, est une commune française, située dans le nord du département de l'Ariège en région Occitanie.
Carla-Bayle est une commune rurale qui compte 792 habitants en 2022, après avoir connu un pic de population de 2 030 habitants en 1851. Ses habitants sont appelés les Carlanais ou Carlanaises. Sur le plan historique et culturel, la commune fait partie du Pédaguès, ou Podaguès, ancienne appellation remplacée au XXIe siècle par la dénomination géographique de Terrefort ariégeois, constitué des terreforts de Pamiers et de Saverdun, sur la rive gauche de l'Ariège.
Exposée à un climat océanique altéré, elle est drainée par la Dourne, le ruisseau de Canalès et par divers autres petits cours d'eau. La commune possède un patrimoine naturel remarquable composé d'une zone naturelle d'intérêt écologique, faunistique et floristique.
Ses habitants sont les Carlanais. C'est une ancienne citadelle huguenote. Le village est localement appelé « Le Carla-Bayle ».
Le patrimoine architectural de la commune comprend un immeuble protégé au titre des monuments historiques : le temple protestant, inscrit en 1992.

## Géographie

### Localisation
- 1Carte dynamique
- 2Carte OpenStreetMap
- 3Carte topographique
- 4Carte avec les communes environnantes

La commune de Carla-Bayle se trouve dans le département de l'Ariège, en région Occitanie.
Elle se situe à 27 km à vol d'oiseau de Foix, préfecture du département, à 27 km de Saint-Girons, sous-préfecture, et à 14 km de Lézat-sur-Lèze.
La commune fait partie du bassin de vie de Lézat-sur-Lèze.
Sur le plan historique et culturel, Carla-Bayle fait partie du Pédaguès, ou Podaguès, ancienne appellation remplacée au XXIe siècle par la dénomination géographique de Terrefort ariégeois, constitué des terreforts de Pamiers et de Saverdun, sur la rive gauche de l'Ariège.

### Communes limitrophes
Carla-Bayle est limitrophe de neuf autres communes.
| Sieuras                                | Sainte-Suzanne       | Le Fossat |
| Castex                                 | Carla-Bayle          | Artigat   |
| Daumazan-sur-Arize, Campagne-sur-Arize | Les Bordes-sur-Arize | Castéras  |

Les communes les plus proches sont : Castéras (2,5 km), Le Fossat (2,9 km), Artigat (4,1 km), Lanoux (4,5 km), Campagne-sur-Arize (5,2 km), Les Bordes-sur-Arize (5,4 km), Sabarat (5,7 km), Sieuras (5,8 km).

### Géologie et relief
La commune est située dans le Bassin aquitain, le deuxième plus grand bassin sédimentaire de la France après le Bassin parisien. Les terrains affleurants sur le territoire communal sont constitués de roches sédimentaires datant du Cénozoïque, l'ère géologique la plus récente sur l'échelle des temps géologiques, débutant il y a 66 millions d'années. La structure détaillée des couches affleurantes est décrite dans la feuille « n°1056 - Le Mas d'Azil » de la carte géologique harmonisée au 1/50 000ème du département de l'Ariège, et sa notice associée.
La superficie cadastrale de la commune publiée par l’Insee, qui sert de références dans toutes les statistiques, est de 35,52 km2,. La superficie géographique, issue de la BD Topo, composante du Référentiel à grande échelle produit par l'IGN, est quant à elle de 36,05 km2. L'altitude du territoire varie entre 236 m et 411 m.
Le village est situé sur un piton rocheux perché à 400 m, surplombant les vallées de la Lèze et de l’Arize et offrant une vue sur les Pyrénées toutes proches. Les environs sont constitués de collines et de coteaux boisés en zone de piémont.

### Hydrographie

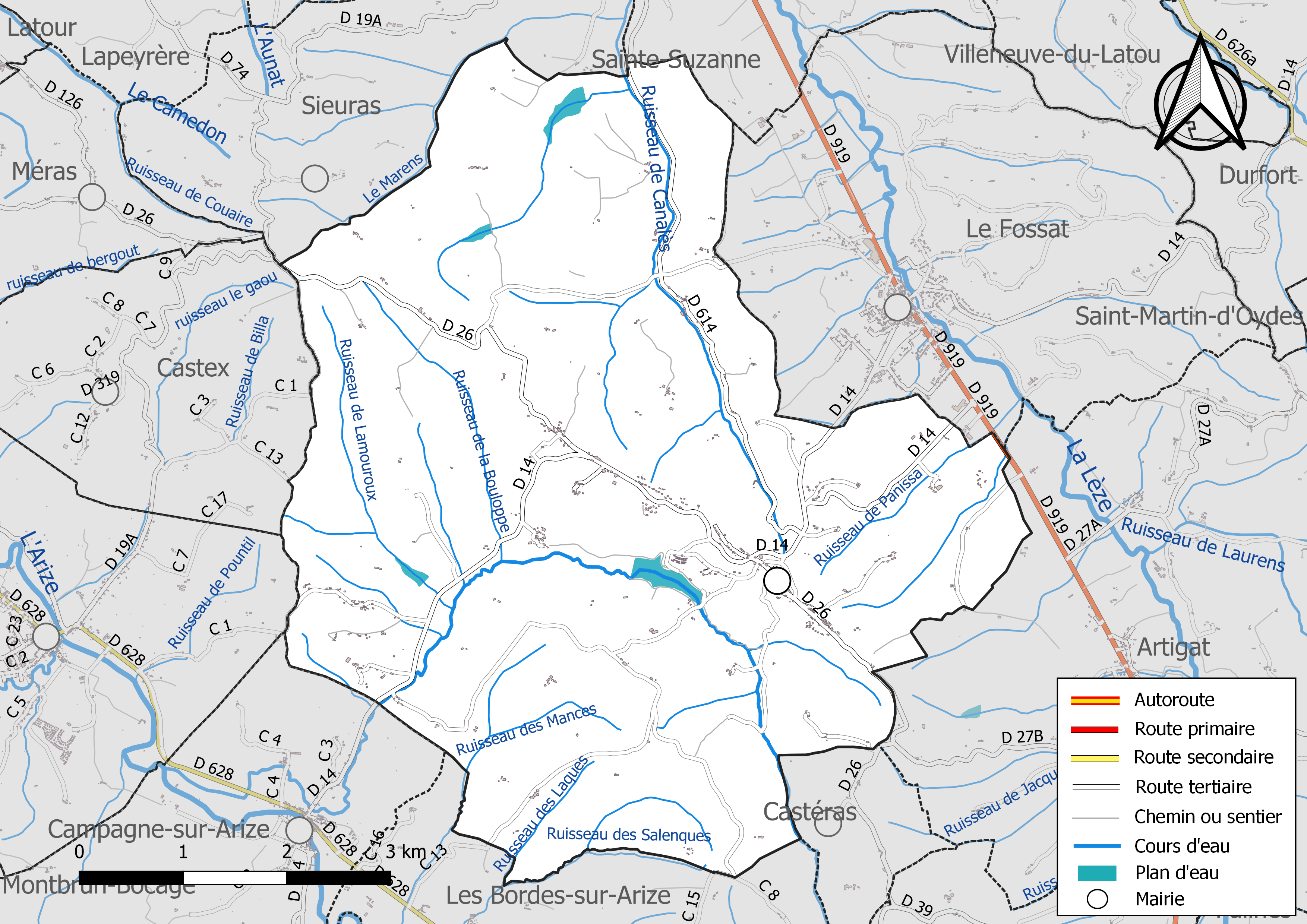
Réseaux hydrographique et routier de Carla-Bayle.

La commune est dans le bassin versant de la Garonne, au sein du bassin hydrographique Adour-Garonne. Elle est drainée par la Dourne, le ruisseau de Canalès, le ruisseau de la Bouloppe, le ruisseau de la Charnaude, le ruisseau de Lamouroux, le ruisseau de Panissa, le ruisseau des Laques, le ruisseau des Mances, le ruisseau des Salenques et par divers petits cours d'eau, constituant un réseau hydrographique de 45 km de longueur totale,.
La Dourne, d'une longueur totale de 12,1 km, prend sa source dans la commune de Sabarat et s'écoule du sud vers le nord puis d'est en ouest. Elle traverse la commune et se jette dans l'Arize à Campagne-sur-Arize, après avoir traversé 5 communes.

### Climat
Pour des articles plus généraux, voir Climat de l'Occitanie et Climat de l'Ariège.
En 2010, le climat de la commune est de type climat océanique altéré, selon une étude du Centre national de la recherche scientifique s'appuyant sur une série de données couvrant la période 1971-2000. En 2020, Météo-France publie une typologie des climats de la France métropolitaine dans laquelle la commune est dans une zone de transition entre le climat océanique altéré et le climat de montagne ou de marges de montagne et est dans la région climatique Pyrénées centrales, caractérisée par une pluviométrie annuelle de 1 000 à 1 200 mm.
Pour la période 1971-2000, la température annuelle moyenne est de 12,4 °C, avec une amplitude thermique annuelle de 15,3 °C. Le cumul annuel moyen de précipitations est de 849 mm, avec 9,5 jours de précipitations en janvier et 6,2 jours en juillet. Pour la période 1991-2020, la température moyenne annuelle observée sur la station météorologique de Météo-France la plus proche, « Saint-Ybars », sur la commune de Saint-Ybars à 10 km à vol d'oiseau, est de 13,6 °C et le cumul annuel moyen de précipitations est de 796,5 mm,. Pour l'avenir, les paramètres climatiques de la commune estimés pour 2050 selon différents scénarios d'émission de gaz à effet de serre sont consultables sur un site dédié publié par Météo-France en novembre 2022.

### Milieux naturels et biodiversité

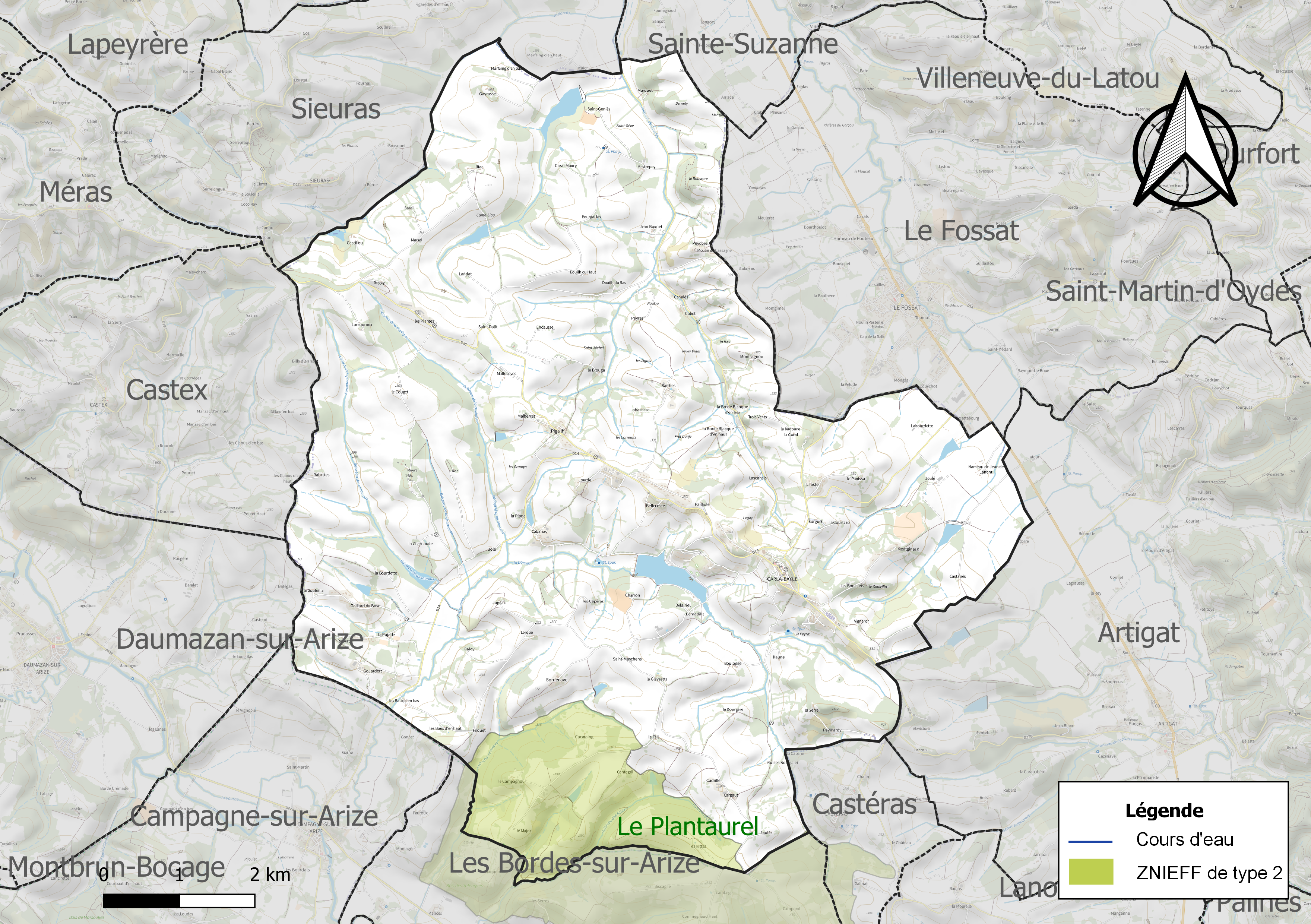
Carte de la ZNIEFF de type 2 localisée sur la commune.

L’inventaire des zones naturelles d'intérêt écologique, faunistique et floristique (ZNIEFF) a pour objectif de réaliser une couverture des zones les plus intéressantes sur le plan écologique, essentiellement dans la perspective d’améliorer la connaissance du patrimoine naturel national et de fournir aux différents décideurs un outil d’aide à la prise en compte de l’environnement dans l’aménagement du territoire.
Une ZNIEFF de type 2 est recensée sur la commune : « le Plantaurel » (42 116 ha), couvrant 72 communes dont 68 dans l'Ariège, 2 dans l'Aude et 2 dans la Haute-Garonne.

## Urbanisme

### Typologie
Au 1er janvier 2024, Carla-Bayle est catégorisée commune rurale à habitat très dispersé, selon la nouvelle grille communale de densité à 7 niveaux définie par l'Insee en 2022.
Elle est située hors unité urbaine et hors attraction des villes,.

### Occupation des sols
L'occupation des sols de la commune, telle qu'elle ressort de la base de données européenne d’occupation biophysique des sols Corine Land Cover (CLC), est marquée par l'importance des territoires agricoles (96 % en 2018), une proportion identique à celle de 1990 (96 %). La répartition détaillée en 2018 est la suivante : terres arables (52,4 %), prairies (26 %), zones agricoles hétérogènes (17,6 %), forêts (4 %). L'évolution de l’occupation des sols de la commune et de ses infrastructures peut être observée sur les différentes représentations cartographiques du territoire : la carte de Cassini (XVIIIe siècle), la carte d'état-major (1820-1866) et les cartes ou photos aériennes de l'IGN pour la période actuelle (1950 à aujourd'hui).

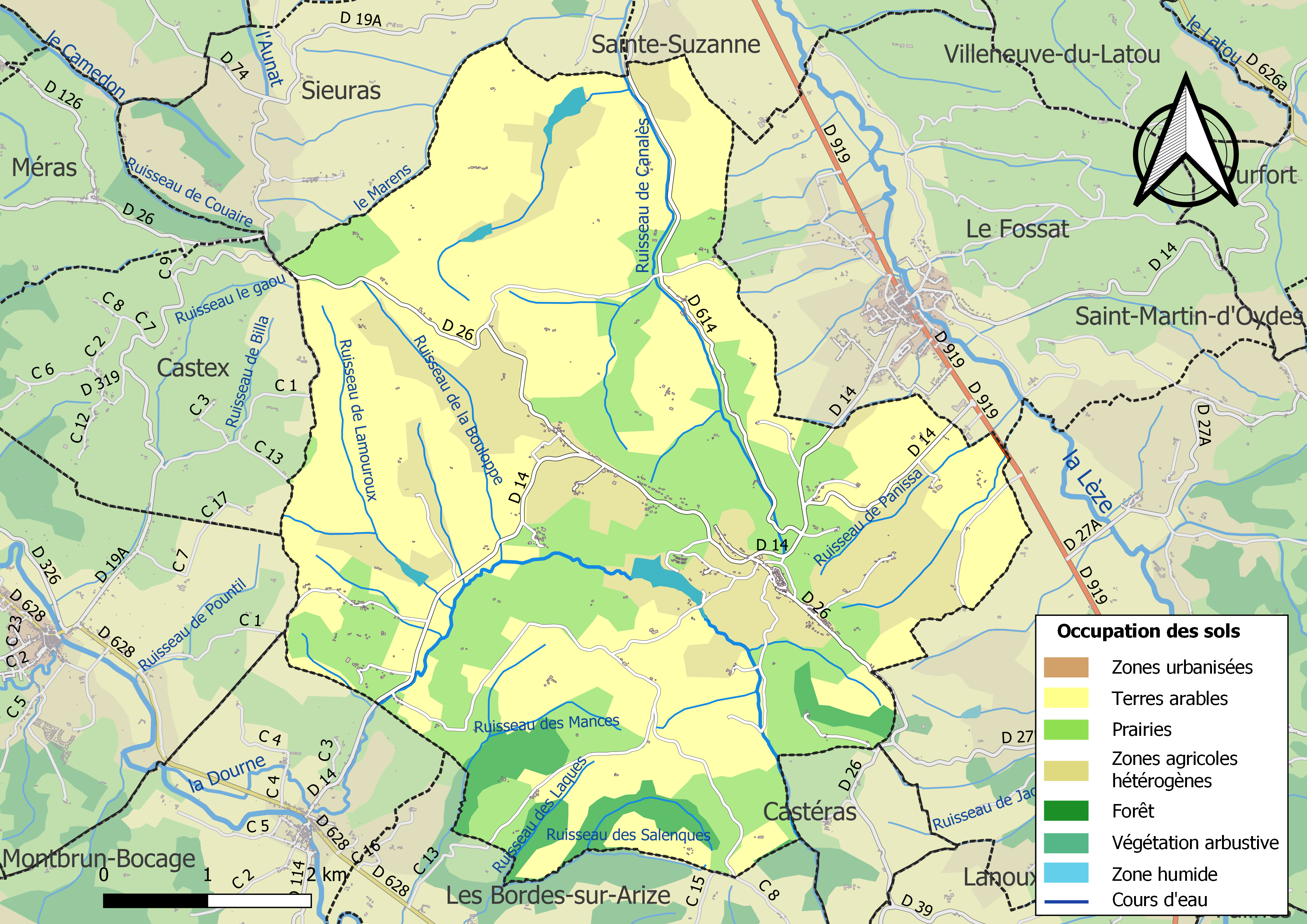
Carte des infrastructures et de l'occupation des sols de la commune en 2018 (CLC).

### Hameaux
Bellecoste, Bordenave, Canalès, Gaillard-du-Bosc, le Pigailh, Gouardère…

### Habitat et logement
En 2018, le nombre total de logements dans la commune était de 487, alors qu'il était de 448 en 2013 et de 373 en 2008.
Parmi ces logements, 66,2 % étaient des résidences principales, 32 % des résidences secondaires et 1,8 % des logements vacants. Ces logements étaient pour 89,3 % d'entre eux des maisons individuelles et pour 8,5 % des appartements.
Le tableau ci-dessous présente la typologie des logements à Carla-Bayle en 2018 en comparaison avec celle de l'Ariège et de la France entière. Une caractéristique marquante du parc de logements est ainsi une proportion de résidences secondaires et logements occasionnels (32 %) supérieure à celle du département (24,6 %) et à celle de la France entière (9,7 %). Concernant le statut d'occupation de ces logements, 74,2 % des habitants de la commune sont propriétaires de leur logement (78,3 % en 2013), contre 66,3 % pour l'Ariège et 57,5 % pour la France entière.
| Typologie                                               | Carla-Bayle | Ariège | France entière |
| ------------------------------------------------------- | ----------- | ------ | -------------- |
| Résidences principales (en %)                           | 66,2        | 65,7   | 82,1           |
| Résidences secondaires et logements occasionnels (en %) | 32          | 24,6   | 9,7            |
| Logements vacants (en %)                                | 1,8         | 9,7    | 8,2            |

### Risques naturels et technologiques
Le territoire de la commune de Carla-Bayle est vulnérable à différents aléas naturels : inondations, climatiques (grand froid ou canicule), mouvements de terrains et séisme (sismicité faible). Il est également exposé à un risque technologique, le transport de matières dangereuses,.

#### Risques naturels

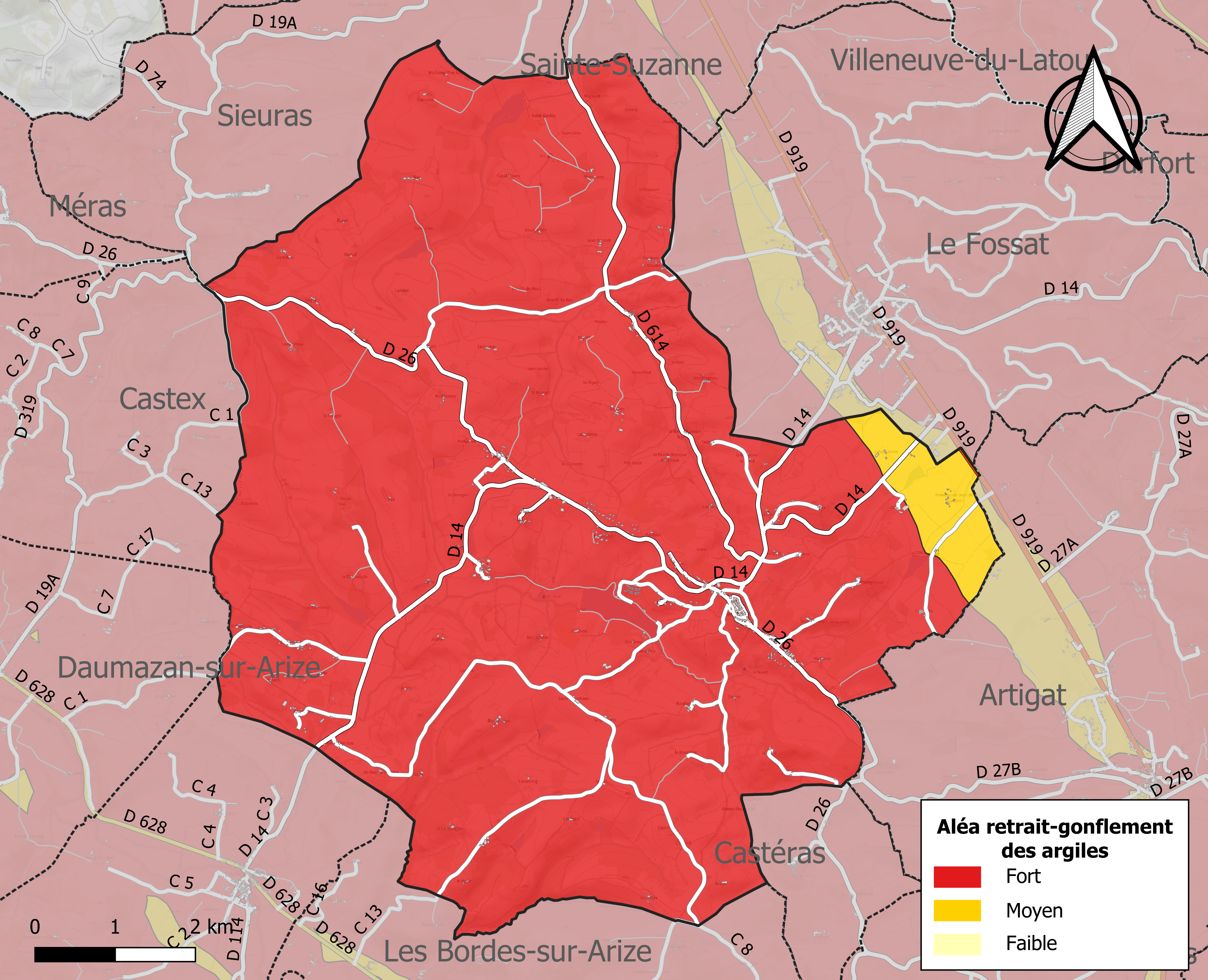
Zonage de l'aléa retrait-gonflement des argiles sur la commune de Carla-Bayle.

Certaines parties du territoire communal sont susceptibles d’être affectées par le risque d’inondation par débordement, crue torrentielle d'un cours d'eau, ou ruissellement d'un versant.
Les mouvements de terrains susceptibles de se produire sur la commune sont soit des chutes de blocs, soit des glissements de terrains, soit des mouvements liés au retrait-gonflement des argiles. Près de 50 % de la superficie du département est concernée par l'aléa retrait-gonflement des argiles, dont la commune de Carla-Bayle. L'inventaire national des cavités souterraines permet par ailleurs de localiser celles situées sur la commune.

#### Risques technologiques
Le risque de transport de matières dangereuses par une infrastructure routière ou ferroviaire ou par une canalisation de transport de gaz concerne la commune. Un accident se produisant sur une telle infrastructure est en effet susceptible d’avoir des effets graves au bâti ou aux personnes jusqu’à 350 m, selon la nature du matériau transporté. Des dispositions d’urbanisme peuvent être préconisées en conséquence.

## Toponymie
Selon Albert Dauzat et Charles Rostaing, Dictionnaire étymologique des noms de lieux en France, 2e éd., 1978, Carla vient du latin castellare, diminutif de castellum (« château »).
Au XIIIe siècle, le village se nomme Castlardo.
Au XVIe siècle, il prend le nom de (Le) Carla-le-Comte qu'il gardera jusqu'à la Révolution française. (Mais, au XVIIIe siècle, Le grand dictionnaire historique de Moreri nomme le village Le Carla.)
Lors de la Révolution, (Le) Carla-le-Comte prend le nom de (Le) Carla-Bayle puis de Carla-le-Peuple. La commune reprend le nom de (Le) Carla-le-Comte après la tourmente révolutionnaire puis, en 1879, elle redevient (Le) Carla-Bayle, en souvenir de l'écrivain Pierre Bayle, conçu comme un symbole républicain.
La présence de l’article « Le » avant Carla semble assez mal fixée, comme en témoigne la vedette même de cette entrée (« Carla-Bayle »), adoptée par l'INSEE, alors que l’appellation officielle est Le Carla-Bayle.

## Histoire
Il semblerait que le lieu hébergeait déjà un oppidum gallo-romain.
Les premières traces écrites ne remontent cependant qu’à 960 apr. J.-C. et concernent le don de Carla au comte de Carcassonne par l'évêque de Toulouse.
Au XIe siècle, le village fait partie du comté de Foix dont le comte est Roger-Bernard Ier, époux de Cécile Trencavel. Il décide d'y faire construire un château au XIIe siècle.
Au XIIIe siècle, le village s'entoure de remparts et l'église est construite au centre afin de devenir une bastide.
Après la croisade contre les Albigeois, le village devient propriété du roi de France.
Au XVIe siècle, Carla-le-Comte est une forteresse dépendant du comte de Foix, dont l'influence est importante dans la région. Une communauté protestante apparaît au Carla et le village devient un centre de résistance protestant durant les guerres de religion.
En 1663, une partie des remparts est détruite. Catholiques et protestants vivent alors ensemble en relative paix dans le village.
Entre 1790 et 1794, Carla-le-Comte absorbe Martignac, Marens et Niac.
Le Carla a été chef-lieu de canton durant la Révolution française (de 1790 au 8 pluviôse an IX (28 janvier 1801)).
Récemment, le village a réalisé de gros travaux de restauration mettant en valeur ses rues, ses bâtiments municipaux ou religieux et les bâtiments des particuliers arborant de belles couleurs. Une partie des remparts a également été restaurée.
La participation financière de Laurent Fabius, qui possédait alors une résidence sur la commune, sur sa réserve parlementaire a permis de financer la réhabilitation des Flots Bleus, la salle des fêtes du complexe touristique et la réfection des façades de la maison Couloumiès, sur la place de la mairie.

## Politique et administration

### Rattachements administratifs et électoraux

#### Rattachements administratifs
La commune se trouve depuis 1942 dans l'arrondissement de Pamiers du département de l'Ariège.
Après avoir été chef-lieu de canton de 1793 à 1801, la commune était rattachée au canton du Fossat. Dans le cadre du redécoupage cantonal de 2014 en France, cette circonscription administrative territoriale a disparu, et le canton n'est plus qu'une circonscription électorale.

#### Rattachements électoraux
Pour les élections départementales, la commune fait partie depuis 2014 du canton d'Arize-Lèze.
Pour l'élection des députés, elle fait partie de la deuxième circonscription de l'Ariège depuis le redécoupage électoral de 1986.

### Intercommunalité
Carla-Bayle était membre de la communauté de communes de la Lèze, un établissement public de coopération intercommunale (EPCI) à fiscalité propre créé en 2001 et auquel la commune avait transféré un certain nombre de ses compétences, dans les conditions déterminées par le code général des collectivités territoriales.
Dans le cadre des dispositions de la loi portant nouvelle organisation territoriale de la République du 7 août 2015, qui prévoit que les établissements publics de coopération intercommunale (EPCI) à fiscalité propre doivent avoir un minimum de 15 000 habitants, cette intercommunalité a fusionné avec sa voisine pour former, le 1er janvier 2017, la communauté de communes Arize Lèze, dont est désormais membre la commune.

### Administration municipale
La population de la commune étant comprise entre 500 et 1 499 habitants, le nombre de membres de son conseil municipal est de quinze, y compris le maire et ses adjoints.

### Liste des maires
| Période                                  | Période                     | Identité            | Étiquette             | Qualité |
| ---------------------------------------- | --------------------------- | ------------------- | --------------------- | --- |
| Les données manquantes sont à compléter. |                             |                     |                       | |
|                                          |                             |                     |                       | |
| avant 1981                               | mars 1983                   | Gilles Bordier      | SFIO puis PS puis DVG | Médecin Conseiller général de Fossat (1961 → 1985) |
| mars 1983                                | mars 1989                   | Georges Grandmaison | PS                    | Directeur d'école Ancien maire-adjoint de Saint-Jean de l’Union                                                                                                |
| mars 1989                                | janvier 2023                | Jean-Luc Couret     | PS                    | Médecin Conseiller général de Fossat (2011 → 2015) Président de la CC de la Lèze (2014 → 2016) Vice-président de la CC Arize Lèze ( ? → 2023) Mort en fonction |
| avril 2023                               | En cours (au 16 avril 2023) | Jean-François Sans  |                       | |

## Équipements et services publics

### Enseignement
Carla-Bayle fait partie de l'académie de Toulouse.

## Population et société

### Démographie
L'évolution du nombre d'habitants est connue à travers les recensements de la population effectués dans la commune depuis 1793. Pour les communes de moins de 10 000 habitants, une enquête de recensement portant sur toute la population est réalisée tous les cinq ans, les populations de référence des années intermédiaires étant quant à elles estimées par interpolation ou extrapolation. Pour la commune, le premier recensement exhaustif entrant dans le cadre du nouveau dispositif a été réalisé en 2004.

En 2022, la commune comptait 792 habitants, en évolution de +4,07 % par rapport à 2016 (Ariège : +1,48 %, France hors Mayotte : +2,11 %).
| 1793  | 1800  | 1806  | 1821  | 1831  | 1836  | 1841  | 1846  | 1851  |
| ----- | ----- | ----- | ----- | ----- | ----- | ----- | ----- | ----- |
| 1 480 | 1 800 | 1 476 | 1 710 | 1 842 | 1 931 | 1 909 | 1 926 | 2 030 |

| 1856  | 1861  | 1866  | 1872  | 1876  | 1881  | 1886  | 1891  | 1896  |
| ----- | ----- | ----- | ----- | ----- | ----- | ----- | ----- | ----- |
| 2 011 | 1 977 | 1 969 | 1 867 | 1 801 | 1 658 | 1 562 | 1 518 | 1 415 |

| 1901  | 1906  | 1911  | 1921  | 1926 | 1931 | 1936 | 1946 | 1954 |
| ----- | ----- | ----- | ----- | ---- | ---- | ---- | ---- | ---- |
| 1 324 | 1 294 | 1 278 | 1 012 | 997  | 998  | 961  | 847  | 799  |

| 1962 | 1968 | 1975 | 1982 | 1990 | 1999 | 2004 | 2006 | 2009 |
| ---- | ---- | ---- | ---- | ---- | ---- | ---- | ---- | ---- |
| 720  | 602  | 538  | 469  | 578  | 645  | 722  | 726  | 755  |

| 2014 | 2019 | 2022 | - | - | - | - | - | - |
| ---- | ---- | ---- | - | - | - | - | - | - |
| 773  | 796  | 792  | - | - | - | - | - | - |

| selon la population municipale des années : | 1968 | 1975 | 1982 | 1990 | 1999 | 2006 | 2009 | 2013 |
| Rang de la commune dans le département      | 54   | 51   | 44   | 45   | 38   | 35   | 35   | 32   |
| Nombre de communes du département           | 340  | 328  | 330  | 332  | 332  | 332  | 332  | 332  |

### Sports et loisirs
- Basket-ball : Le coq carlanais

## Économie

### Revenus
En 2018, la commune compte 270 ménages fiscaux, regroupant 601 personnes. La médiane du revenu disponible par unité de consommation est de 18 430 € (19 820 € dans le département).

### Emploi
| Division       | 2008   | 2013   | 2018   |
| -------------- | ------ | ------ | ------ |
| Commune        | 11,3 % | 9,8 %  | 13,1 % |
| Département    | 8,9 %  | 11,1 % | 11,2 % |
| France entière | 8,3 %  | 10 %   | 10 %   |

En 2018, la population âgée de 15 à 64 ans s'élève à 461 personnes, parmi lesquelles on compte 66,5 % d'actifs (53,4 % ayant un emploi et 13,1 % de chômeurs) et 33,5 % d'inactifs,. Depuis 2008, le taux de chômage communal (au sens du recensement) des 15-64 ans est supérieur à celui de la France et du département.
La commune est hors attraction des villes,. Elle compte 221 emplois en 2018, contre 193 en 2013 et 223 en 2008. Le nombre d'actifs ayant un emploi résidant dans la commune est de 256, soit un indicateur de concentration d'emploi de 86,4 % et un taux d'activité parmi les 15 ans ou plus de 50,9 %.
Sur ces 256 actifs de 15 ans ou plus ayant un emploi, 101 travaillent dans la commune, soit 39 % des habitants. Pour se rendre au travail, 79,9 % des habitants utilisent un véhicule personnel ou de fonction à quatre roues, 1,5 % les transports en commun, 7 % s'y rendent en deux-roues, à vélo ou à pied et 11,6 % n'ont pas besoin de transport (travail au domicile).

### Activités hors agriculture
70 établissements sont implantés à Carla-Bayle au 31 décembre 2019. Le tableau ci-dessous en détaille le nombre par secteur d'activité et compare les ratios avec ceux du département,.
| Secteur d'activité                                                                                        | Commune | Commune | Département |
| Secteur d'activité                                                                                        | Nombre  | %       | %           |
| --- | ------- | ------- | ----------- |
| Ensemble                                                                                                  | 70      |         |             |
| Industrie manufacturière, industries extractives et autres                                                | 14      | 20 %    | (12,9 %)    |
| Construction                                                                                              | 7       | 10 %    | (14,2 %)    |
| Commerce de gros et de détail, transports, hébergement et restauration                                    | 10      | 14,3 %  | (27,5 %)    |
| Information et communication                                                                              | 1       | 1,4 %   | (1,8 %)     |
| Activités immobilières                                                                                    | 3       | 4,3 %   | (4,2 %)     |
| Activités spécialisées, scientifiques et techniques et activités de services administratifs et de soutien | 10      | 14,3 %  | (13,2 %)    |
| Administration publique, enseignement, santé humaine et action sociale                                    | 8       | 11,4 %  | (14,4 %)    |
| Autres activités de services                                                                              | 17      | 24,3 %  | (8,8 %)     |

Le secteur des autres activités de services est prépondérant sur la commune puisqu'il représente 24,3 % du nombre total d'établissements de la commune (17 sur les 70 entreprises implantées à Carla-Bayle), contre 8,8 % au niveau départemental.
Les quatre entreprises ayant leur siège social sur le territoire communal qui génèrent le plus de chiffre d'affaires en 2020 sont :
- D2 M'anim, restauration traditionnelle (207 k€) ;
- SARL 2Lep, production d'électricité (51 k€) ;
- Atelier Azur - Arrrazur, entretien et réparation de véhicules automobiles légers (41 k€) ;
- Soulel, production d'électricité (9 k€).

Quelques entreprises sont installées sur la commune comme une usine d'abattage de volailles ou une entreprise spécialisée dans les technologies de l'information et de la communication. Le tourisme joue aussi un rôle important dans l'économie de la commune. Un village de vacances est installé près du lac du Carla-Bayle. De nombreux artisans et artistes sont présents dans le centre du village et animent les rues durant la saison touristique.

### Agriculture
La commune fait partie de la petite région agricole dénommée « Coteaux de l'Ariège ». En 2010, l'orientation technico-économique de l'agriculture sur la commune est la polyculture et le polyélevage.
|                                   | 1988  | 2000 | 2010 |
| --------------------------------- | ----- | ---- | ---- |
| Exploitations                     | 59    | 35   | 32   |
| Superficie agricole utilisée (ha) | 2 581 | 2332 | 2101 |

Le nombre d'exploitations agricoles en activité et ayant leur siège dans la commune est passé de 59 lors du recensement agricole de 1988 à 35 en 2000 puis à 32 en 2010, soit une baisse de 46 % en 22 ans. Le même mouvement est observé à l'échelle du département qui a perdu pendant cette période 48 % de ses exploitations. La surface agricole utilisée sur la commune a également diminué, passant de 2 581 ha en 1988 à 2 101 ha en 2010. Parallèlement la surface agricole utilisée en moyenne par exploitation a augmenté, passant de 44 à 66 ha.

## Culture locale et patrimoine

### Lieux et monuments
- L'église Notre-Dame date de 1687 ; elle est construite sur l’emplacement du château féodal dont elle garde le plan et le site. Les pierres des ruines des remparts ont servi à sa construction. Le clocher-mur date de 1896. Elle a été restaurée en 1996.
- Le temple protestant de Carla-Bayle date de 1884. Il est constitué de deux étages à double galerie. Cet édifice a été inscrit au registre des Monuments historiques en 1991.
- La maison natale de Pierre Bayle, labellisée Maisons des Illustres en 2012, est un musée qui a été inauguré le 18 novembre 1989 par Lionel Jospin. Une exposition retrace la vie et les œuvres de Pierre Bayle ainsi que l'histoire du protestantisme aux XVIIe et XVIIIe siècles.
- Le lac du Carla-Bayle de 15 ha.
- La place de l'Europe avec sa fontaine et le globe consacré à Pierre Bayle et son inscription : « Je suis citoyen du monde ».
- Les remparts entourant le village ont reçu le prix départemental des rubans du patrimoine après leur restauration.

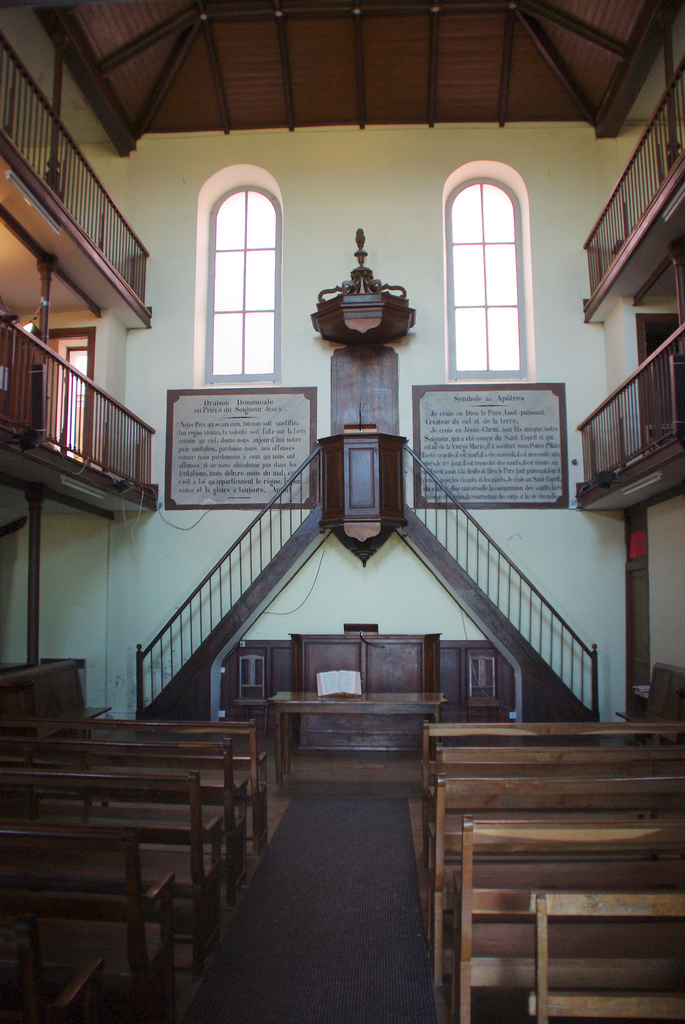
Temple protestant de Carla-Bayle.
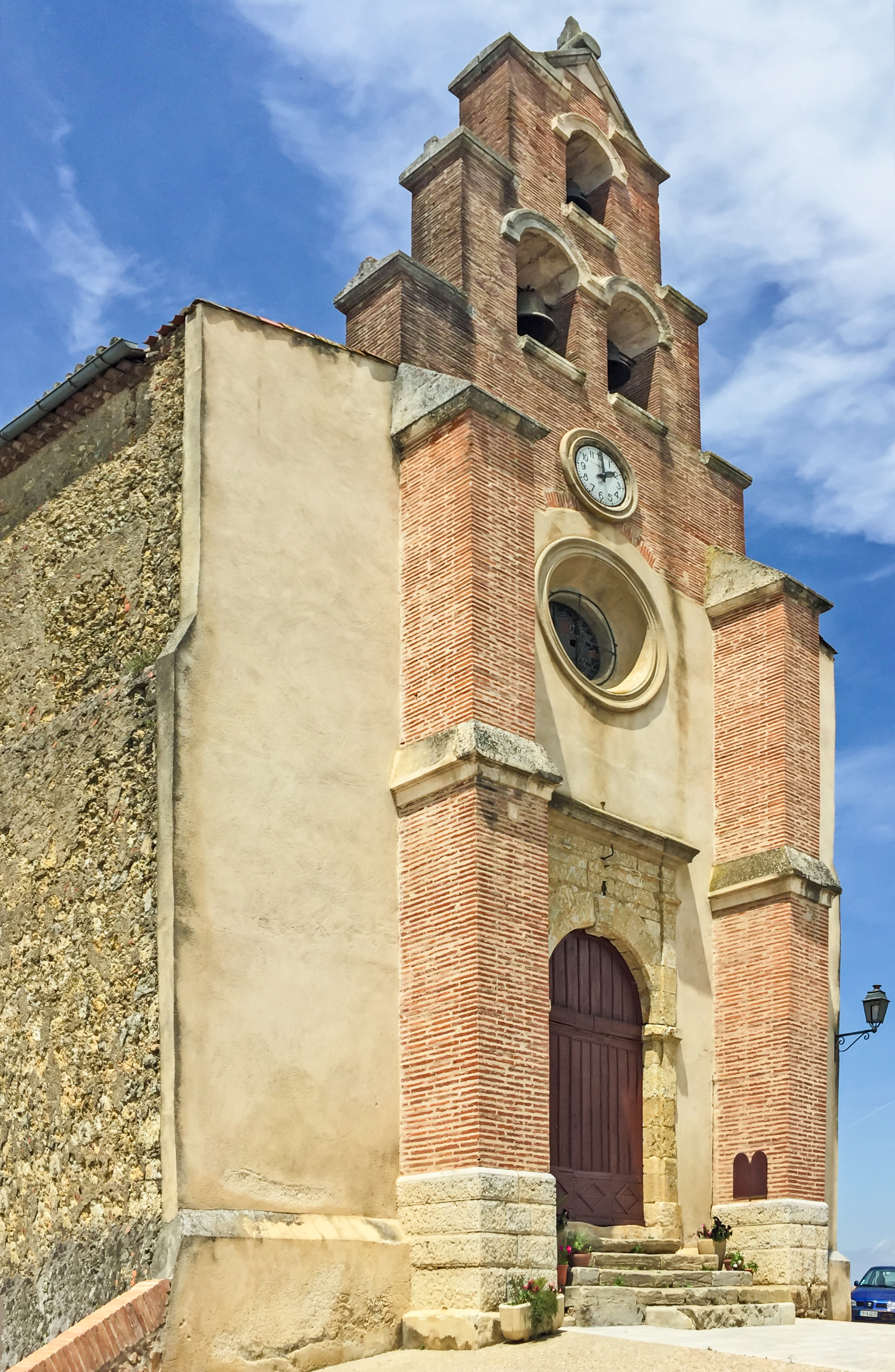
Clocher-mur de l'église.
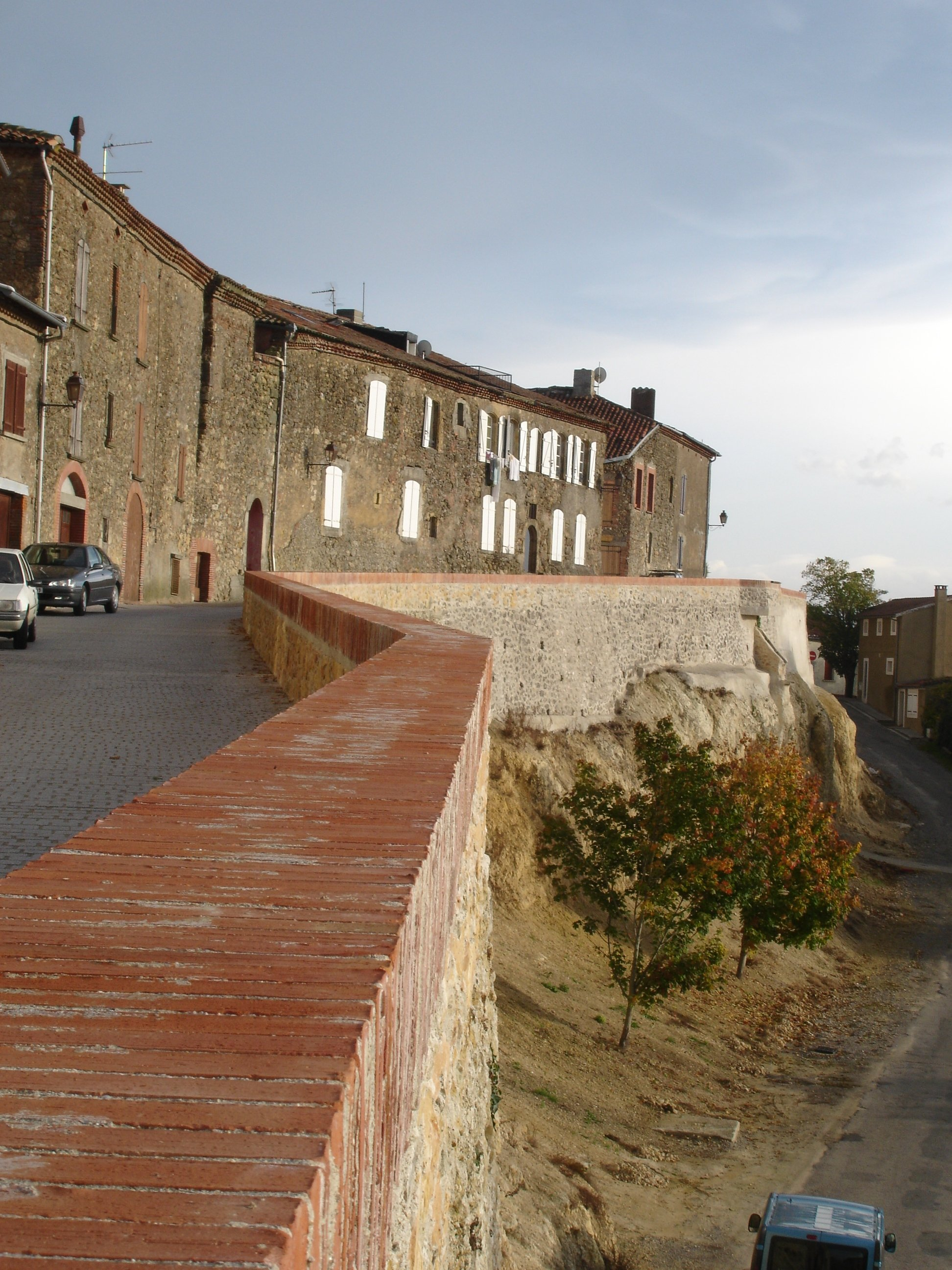
Remparts du XIIe siècle.

### Personnalités liées à la commune
- Pierre Bayle (1647-1706), philosophe.
- Laurent Angliviel de La Beaumelle (1726-1773), a acquis la seigneurie du Carla, mais a vécu à Mazères.

### Héraldique
| Blason de Carla-Bayle | Blason  | De gueules au lion d'or.                         |
| Blason de Carla-Bayle | Détails | Le statut officiel du blason reste à déterminer. |